# Ingrid Reschke
Ingrid Reschke, (geborene Ingrid Meyer; * 13. März 1936 in Berlin; † 5. Mai 1971 in Berlin, DDR) war eine deutsche Filmregisseurin und Drehbuchautorin. Sie war die erste DDR-Regisseurin, die  einen langen Spielfilm drehte und  war an der Entstehung des Films Die Legende von Paul und Paula mit Ulrich Plenzdorf beteiligt. In dieser Zeit verunglückte sie aber und starb im Alter von 35 Jahren.

## Leben
Ingrid Meyer studierte seit 1959 an der Deutschen Hochschule für Filmkunst in Potsdam-Babelsberg im ersten Jahrgang der Regiestudenten. In dieser Zeit assistierte sie dem bekannten Regisseur Heiner Carow bei Sie nannten ihn Amigo (1959). 1963 stellte sie ihren Diplomfilm Daniel und die Weltmeister fertig (noch als Ingrid Meyer).
Anschließend arbeitete sie als Regieassistentin beim DEFA-Studio für Spielfilme.
Ingrid Reschkes Tragikomödie Wir lassen uns scheiden (1968) wurde der erste lange Spielfilm einer DDR-Regisseurin. 1969 folgte mit Der Weihnachtsmann heißt Willi ein Kinderfilm, in dem Rolf Herricht den diebischen Weihnachtsmann Willi verkörpert und Jiří Vršťala als Clown Ferdinand auftritt.
Ihr erfolgreichster Film wurde Kennen Sie Urban? (1971). Das gemeinsame mit Ulrich Plenzdorf verfasste Drehbuch basierte auf den Kolumnen von Gisela Karau in der BZ am Abend. Der Film erhielt zwei Preise.
Danach arbeitete sie mit Ulrich Plenzdorf an dem Drehbuch für Die Legende von Paul und Paula, den sie auch mit leiten sollte.
Am  24. April 1971 hatte Ingrid Reschke einen schweren Autounfall auf dem Autobahnzubringer in Berlin-Grünau in Höhe der Straße Am Falkenberg, an dessen Folgen sie am 9. Mai 1971 starb.
Sie war zu dieser Zeit Mitglied der SED und des Filmbeirates des Ministeriums für Kultur.
Ingrid Reschke fand ihre letzte Ruhestätte auf dem Berliner Zentralfriedhof Friedrichsfelde.

## Ehrungen
- 1971 Heinrich-Greif-Preis I. Klasse für Kennen Sie Urban?
- 1971 Kunstpreis des FDGB, für Kennen Sie Urban?
- 1973 Widmung des Films Die Legende von Paul und Paula, an dem sie mitwirkte

- 4.–6. März 2016 Zeughauskino Berlin, Filmreihe  Wiederentdeckt. mit allen fünf Filmen von Ingrid Reschke[4]
- Im Dezember 2020 wurde die Ingrid-Reschke-Straße  in Berlin-Rummelsburg nach ihr benannt.[5] Sie liegt im Bereich des schon länger existierenden Paul-und-Paula-Ufer, das auf den Drehort Bezug nimmt. Am 20. September 2021 wurden provisorische Straßenschilder zu sieben Straßen enthüllt, die in einem Neubaugebiet auf den Film anspielen.

## Filmografie
Regie-Assistenz 
(als Ingrid Meyer)
- 1959: Sie nannten ihn Amigo, Regie Heiner Carow (offiziell nicht erwähnt)[6]
- 1960: Das Leben beginnt, Regie Heiner Carow (offiziell nicht erwähnt)
- 1965: … nichts als Sünde – Regie: Hanuš Burger, auch Drehbuch

Regie:
(als Ingrid Meyer)
- 1956 Petras Erlebnis, Kurzspielfilm, 6 Minuten, Hochschule
- 1963: Daniel und der Weltmeister, Spielfilm, 52 Minuten, Diplomfilm

(als Ingrid Reschke) 
- 1968: Wir lassen uns scheiden – auch Drehbuch, erster Spielfilm einer DDR-Regisseurin
- 1969: Der Weihnachtsmann heißt Willi – auch Drehbuch, Kinderfilm
- 1971: Kennen Sie Urban? – auch Drehbuch (mit Ulrich Plenzdorf), zwei Preise

Drehbuch:
- 1971: Die Legende von Paul und Paula, mit Ulrich Plenzdorf, in dieser Zeit verunglückt